# Вучко, Юрица
Юрица Вучко (хорв. Jurica Vučko; род. 8 октября 1976, Сплит) — бывший хорватский футболист, выступавший на позиции нападающего.

## Клубная карьера
Юрица Вучко начинал свою профессиональную карьеру футболиста в сплитском «Хайдуке», дебютировав в хорватской Первой лиге 17 сентября 1995 года, выйдя на замену в гостевом поединке против «Вартекса». На 82-й минуте этого матча Вучко забил и свой первый гол на высшем уровне. В чемпионате 1996/1997 он с 16 голами стал лучшим бомбардиром «Хайдука». В 2000 году Вучко перешёл в испанский «Алавес», игравший тогда в Примере и достигший финала Кубка УЕФА в 2001 году. В рамках полуфинала последнего турнира хорватский нападающий сделал дубль в ворота немецкого «Кайзерслаутерна». С 2002 года Вучко играл в испанской Сегунде (сначала за «Саламанку», в сезоне 2003/2004 за вылетевший туда «Алавес», а в 2004–2006 годах — за «Поли Эхидо». В 2006 году он вернулся в родной «Хайдук», а в 2007 году провёл несколько матчей за китайский «Тяньцзинь Тэда».

## Карьера в сборной
10 октября 1998 года Юрица Вучко дебютировал в составе сборной Хорватии в матче отборочного турнира чемпионата Европы 2000 года против команды Мальты, выйдя в основном составе. Всего с 1998 по 2001 год он провёл четыре игры за национальную команду.